# Vikingagatan

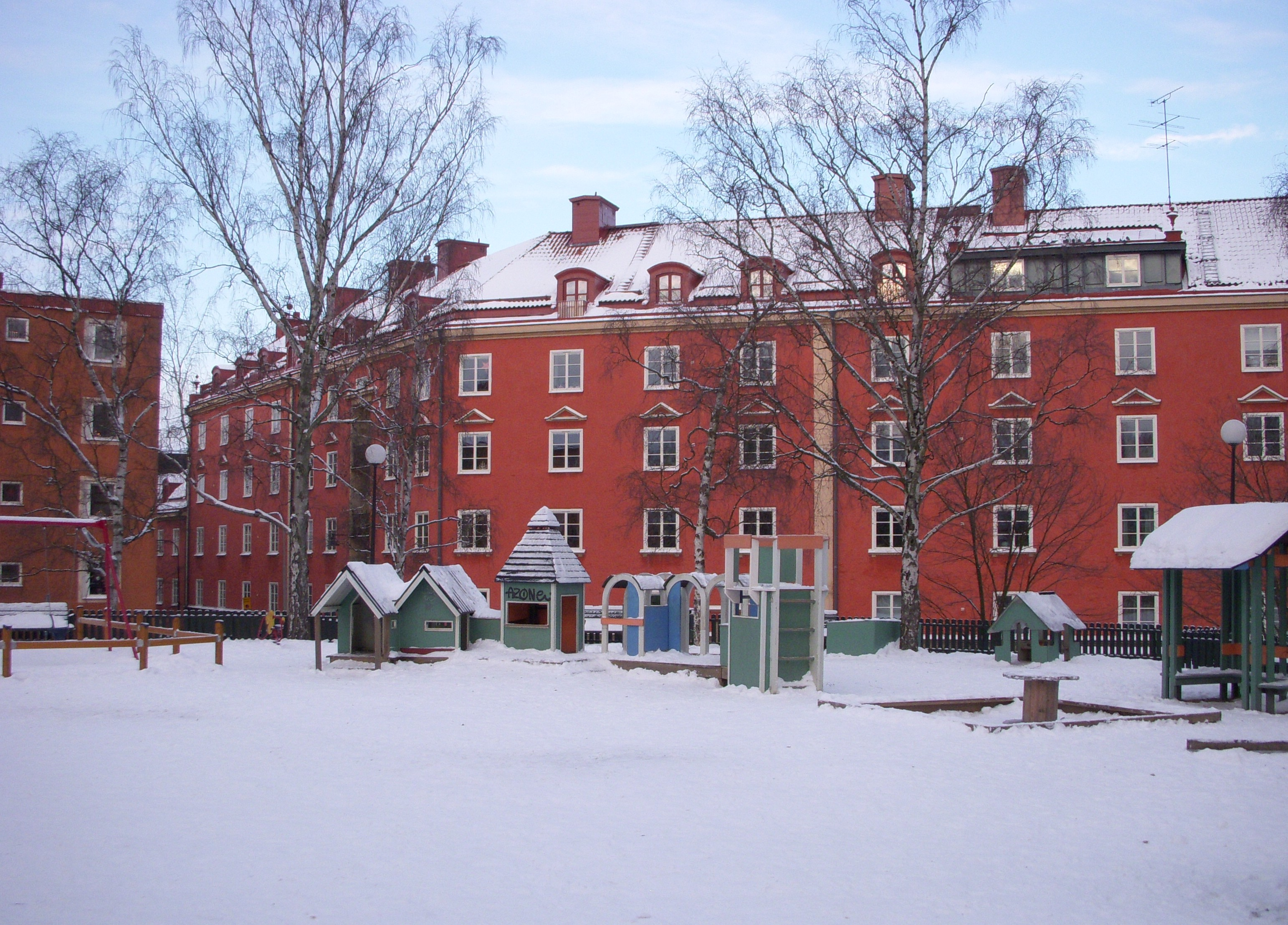
Hus vid Vikingagatan

Vikingagatan är en gata i Birkastaden i stadsdelen Vasastan i Stockholms innerstad i Stockholms kommun.

## Namn och stadsdel
Birkagatans dragning bestämdes genom en regleringsplan för övre Norrmalm år 1886. Både Vikingagatan och Birkagatan, som är östlig parallellgata till Vikingagatan, är historiska referenser till vikingatiden. Anledningen till namngivningen av Vikingagatan och Birkagatan var Hjalmar Stolpes systematiska utgrävningar i den gamla vikingastaden Birka på Björkö i Mälaren under 1870- och 80-talen, just innan gatorna började bebyggas och få sin moderna utformning. Birkastaden, den del av stadsdelen Vasastan där Vikingagatan ligger, har fått sitt namn från Birkagatan. Stadsdelen Vasastan, till vilken Vikingagatan hör idag, avskiljdes inte från stadsdelen Norrmalm förrän 1926 av Överståthållarämbetet, varför gatan under sina första decennier räknades som del av Norrmalm.

## Historia
Bebyggandet av kvarteren runt Vikingagatan inleddes under perioden 1896–98, då Rörstrandsfabriken lät uppföra ett hus vid Birkagatan i kvarteret Gjutaren. Åren 1902–1903 började ett mer allmänt byggande i dessa kvarter, vilket kulminerade under åren 1905–06. Härefter avtog intensiteten i byggandet på grund av viss överproduktion. Tyvärr blev Birkastaden vid denna tid ett område för spekulationsbyggare. En del hus hann byta ägare flera gånger innan de blev färdigställda. 
Vikingagatan och Birkastaden utsattes för kritik i media efter att de byggts. I en tidning från mars 1910 omtalades stadsdelen som en ”i smuts sjunkande stad, där de boende skola ömkligen omkomma, platt förgås och kvävas i lervällingen”.
Vikingagatans fastigheter har i regel endast undergått obetydliga förändringar sedan de uppfördes. I de flesta har centralvärme installerats i slutet av 1920-talet och i många fall hissar i slutet av 1940-talet, badrum eller duschrum. Husfasaderna har putsats om och därmed blivit slätare och enklare.
Den enhetliga karaktären på husen längs gatan beror på att husen uppförts under en kort tidsperiod med ett begränsat antal arkitekter/arkitektfirmor. Arkitektfirman Dorph & Höög, sedermera Höög & Morssing, har medverkat till att bygga ett flertal av områdets fastigheter. Enligt sakkunskapen inom arkitekturens område är de av den nämnda firman ritade fastigheterna av god arkitektonisk klass. Byggnadsritningarna anses välgjorda, men har inte alltid följts, troligen av ekonomiska skäl, vilket medförde att fastigheterna fått en enklare, men ändå arkitektonisk tilltalande utformning.
De boende längs gatan kom under de första årtiondena ur arbetarklassen. Där bodde anställda vid de stora industrier som fanns i närheten Atlas Copco i Atlas, Rörstrands porslinsfabrik, Separator och Bolinders på Kungsholmen, SJ i Tomteboda och renhållningsverket vid Norrbackagatan. Industrierna flyttade ut under de följande årtiondena, vilket även ledde till att många ur arbetarklassen kom att lämna kvarteren.